# Alefbet (Plattform)
Alefbet ist eine Plattform für jüdische Religionspädagogik in deutscher Sprache. Alefbet ist ein Synonym für das hebräische Alphabet in der hebräischen Sprache אָלֶף־בֵּית עִבְרִי und in Ivrit alef-bet ivri. Der verantwortliche Redakteur ist Efraim Yehoud-Desel.

## Geschichte
Im Jahr 2005 rief Efraim Yehoud-Desel die „Initiative von unten“ ins Leben. Sein Ziel war es, „die Einsamkeit des jüdischen Religionslehrers“ zu beenden. Es bestanden kaum Lehrpläne und es existierten kaum Unterrichtsmaterialien und Lehrbücher in deutscher Sprache. Ebenso gab es einen eklatanten Mangel an jüdischen Religionslehrern. Die Zahl der in Deutschland lebenden Juden war nach dem Mauerfall unter anderem durch Zuwanderung aus Russland und den anderen Staaten der ehemaligen Sowjetunion von etwa 20.000 auf 170.000 gestiegen. Trotz dieser Entwicklung existierte kein ausreichendes schulisches Bildungsangebot. Erschwerend kommt hinzu, dass in Deutschland nur die Hochschule für Jüdische Studien Heidelberg einen Studiengang zur Ausbildung von jüdischen Religionslehrern anbietet.
Aufgrund dieses Mangelzustandes wurde Alefbet ins Leben gerufen. Es stellt eine vernetzte Plattform zwischen Rabbinern, Hochschullehrern wie etwa von Daniel Krochmalnik für die Forschung und Lehre und Religionslehrer dar. Da die Plattform allgemein zugänglich ist, darf sie von jedem interessierten Laien genutzt werden. Alefbet bietet eine Reihe von Artikeln und Darstellungen an, die auch ohne theologisches Vorwissen gelesen und verstanden werden können.